# Фельдхофер, Фердинанд
Фердинанд Фельдхофер (нем. Ferdinand Feldhofer; род. 23 октября 1979[…], Форау, Штирия) — австрийский футболист, защитник. Игрок сборной Австрии с 2002 по 2007 год. В 2015 году начал карьеру тренера в клубе «Лафниц».

## Карьера

### Клубная
Первым серьёзным клубом Фельдхофера стал австрийский «Штурм» из города Грац. Футболист дебютировал в основном составе команды в сезоне 1998/99. В 1999 году он вместе с командой выиграл чемпионат Австрии и стал обладателем Кубка страны. 14 сентября 1999 года австриец провёл свой первый матч в Лиге чемпионов, это была встреча с французским «Марселем», которую «Штурм» проиграл со счётом 0:2. В 2002 году перешёл в венский «Рапид» в качестве свободного агента. Здесь он провёл 4 сезона, сыграв 77 матчей в чемпионате, а в 2005 году стал чемпионом Австрии. В том же году австрийский защитник перешёл в «Ваккер Инсбрук», где в течение трёх сезонов был игроком основного состава, а с лета 2006 года — капитаном команды. Летом 2008 года принял решение вернуться в «Штурм», с которым в сезоне 2010/11 в третий для себя раз стал победителем чемпионата Австрии.

### В сборной
Фельдхофер дебютировал за сборную Австрии в марте 2002 года в товарищеском матче со Словакией. 15 ноября 2006 года он забил гол в ворота сборной Тринидада и Тобаго, который стал для него первым мячом в составе национальной сборной. Последний вызов игрока в сборную состоялся в марте 2007 года, когда австриец сыграл матч против сборной Ганы. Всего же с 2002 по 2007 год Фельдхофер участвовал в 13 матчах сборной Австрии, а в 2005 году сыграл 2 матча за вторую команду (Future Team).